# Bataille de Jüterbog
Ne doit pas être confondu avec Bataille de Jüterbog (1813).
Guerre de Trente Ans
Batailles
La bataille de Jüterbog est livrée le 23 novembre 1644 entre les Suédois commandés par Lennart Torstenson et les Impériaux dirigés par Matthias Gallas dans le cadre de la guerre de Trente Ans. Elle se termine par la victoire des Suédois. Gallas est relevé de son commandement peu après cette défaite.